# Lijst van olympische medaillewinnaars tennis
Tennis is een van de sporten die op het programma van de Olympische Spelen staan. Deze pagina geeft de lijst van olympische medaillewinnaars in deze sport.

## Mannen

### Enkelspel
| Editie | Goud | Goud               | Zilver | Zilver                | Brons   | Brons                                     |
| ------ | ---- | ------------------ | ------ | --------------------- | ------- | ----------------------------------------- |
| 1896   | GBR  | John Pius Boland   | GRE    | Dionysios Kasdaglis   | GRE HUN | Konstantinos Paspatis Momcsilló Tapavicza |
| 1900   | GBR  | Laurence Doherty   | GBR    | Harold Mahony         | GBR     | Reginald Doherty Arthur Norris            |
| 1904   | USA  | Beals Wright       | USA    | Robert LeRoy          | USA     | Alphonzo Bell Edgar Leonard               |
| 1908   | GBR  | Josiah Ritchie     | GER    | Otto Froitzheim       | GBR     | Wilberforce Eaves                         |
| 1912   | RSA  | Charles Winslow    | RSA    | Harry Kitson          | GER     | Oscar Kreuzer                             |
| 1920   | RSA  | Louis Raymond      | JPN    | Ichiya Kumagae        | RSA     | Charles Winslow                           |
| 1924   | USA  | Vincent Richards   | FRA    | Henri Cochet          | ITA     | Uberto de Morpurgo                        |
|        |      |                    |        |                       |         |                                           |
| 1988   | TCH  | Miloslav Mečíř     | USA    | Tim Mayotte           | SWE USA | Stefan Edberg Brad Gilbert                |
| 1992   | SUI  | Marc Rosset        | ESP    | Jordi Arrese          | CRO EUN | Goran Ivanišević Andrej Tsjerkasov        |
| 1996   | USA  | Andre Agassi       | ESP    | Sergi Bruguera        | IND     | Leander Paes                              |
| 2000   | RUS  | Jevgeni Kafelnikov | GER    | Tommy Haas            | FRA     | Arnaud di Pasquale                        |
| 2004   | CHI  | Nicolás Massú      | USA    | Mardy Fish            | CHI     | Fernando González                         |
| 2008   | ESP  | Rafael Nadal       | CHI    | Fernando González     | SRB     | Novak Đoković                             |
| 2012   | GBR  | Andy Murray        | SUI    | Roger Federer         | ARG     | Juan Martín del Potro                     |
| 2016   | GBR  | Andy Murray        | ARG    | Juan Martín del Potro | JPN     | Kei Nishikori                             |
| 2020   | GER  | Alexander Zverev   | ROC    | Karen Chatsjanov      | ESP     | Pablo Carreño Busta                       |
| 2024   | SRB  | Novak Djokovic     | ESP    | Carlos Alcaraz        | ITA     | Lorenzo Musetti                           |

| Land | Goud | Zilver | Brons |
| ---- | ---- | ------ | ----- |
| GBR  | 5    | 1      | 3     |
| USA  | 3    | 3      | 3     |
| RSA  | 2    | 1      | 1     |
| ESP  | 1    | 3      | 1     |
| GER  | 1    | 2      | 1     |
| CHI  | 1    | 1      | 1     |
| SUI  | 1    | 1      | 0     |
| SRB  | 1    | 0      | 1     |
| TCH  | 1    | 0      | 0     |
| RUS  | 1    | 0      | 0     |
| ARG  | 0    | 1      | 1     |
| FRA  | 0    | 1      | 1     |
| GRE  | 0    | 1      | 1     |
| JPN  | 0    | 1      | 1     |
| ROC  | 0    | 1      | 0     |
| ITA  | 0    | 0      | 2     |
| CRO  | 0    | 0      | 1     |
| EUN  | 0    | 0      | 1     |
| HUN  | 0    | 0      | 1     |
| IND  | 0    | 0      | 1     |

Meervoudige medaillewinnaars
| Succesvolste                                                 | Andere meervoudige                                  |
| ------------------------------------------------------------ | --------------------------------------------------- |
| 2-0-0 Andy Murray 1-0-1 Charles Winslow 1-0-1 Novak Djokovic | 0-1-1 Fernando González 0-1-1 Juan Martín del Potro |

### Dubbelspel
| Editie | Goud | Goud                              | Zilver | Zilver                                      | Brons | Brons                                 |
| ------ | ---- | --------------------------------- | ------ | ------------------------------------------- | ----- | ------------------------------------- |
| 1896   | ZZX  | Friedrich Traun John Pius Boland  | GRE    | Dionysios Kasdaglis Demetrios Petrokokkinos | ZZX   | Teddy Flack George S. Robertson       |
| 1900   | GBR  | Laurence Doherty Reginald Doherty | ZZX    | Max Décugis Basil Spalding de Garmendia     | FRA   | Georges de la Chapelle André Prévost  |
| 1900   | GBR  | Laurence Doherty Reginald Doherty | ZZX    | Max Décugis Basil Spalding de Garmendia     | GBR   | Harold Mahony Arthur Norris           |
| 1904   | USA  | Edgar Leonard Beals Wright        | USA    | Alphonzo Bell Robert LeRoy                  | USA   | Clarence Gamble Arthur Wear           |
| 1904   | USA  | Edgar Leonard Beals Wright        | USA    | Alphonzo Bell Robert LeRoy                  | USA   | Joseph Wear Allen West                |
| 1908   | GBR  | Reginald Doherty George Hillyard  | GBR    | James Parke Josiah Ritchie                  | GBR   | Clement Cazalet Charles Dixon         |
| 1912   | RSA  | Harry Kitson Charles Winslow      | AUT    | Felix Pipes Arthur Zborzil                  | FRA   | Albert Canet Édouard Mény de Marangue |
| 1920   | GBR  | Noel Turnbull Max Woosnam         | JPN    | Seiichiro Kashio Ichiya Kumagae             | FRA   | Pierre Albarran Max Décugis           |
| 1924   | USA  | Francis Hunter Vincent Richards   | FRA    | Jacques Brugnon Henri Cochet                | FRA   | Jean Borotra René Lacoste             |
|        |      |                                   |        |                                             |       |                                       |
| 1988   | USA  | Ken Flach Robert Seguso           | ESP    | Sergio Casal Emilio Sánchez                 | SWE   | Stefan Edberg Anders Järryd           |
| 1988   | USA  | Ken Flach Robert Seguso           | ESP    | Sergio Casal Emilio Sánchez                 | TCH   | Miloslav Mečíř Milan Šrejber          |
| 1992   | GER  | Boris Becker Michael Stich        | RSA    | Wayne Ferreira Piet Norval                  | ARG   | Javier Frana Christian Miniussi       |
| 1992   | GER  | Boris Becker Michael Stich        | RSA    | Wayne Ferreira Piet Norval                  | CRO   | Goran Ivanišević Goran Prpić          |
| 1996   | AUS  | Todd Woodbridge Mark Woodforde    | GBR    | Neil Broad Tim Henman                       | GER   | Marc-Kevin Goellner David Prinosil    |
| 2000   | CAN  | Sébastien Lareau Daniel Nestor    | AUS    | Todd Woodbridge Mark Woodforde              | ESP   | Àlex Corretja Albert Costa            |
| 2004   | CHI  | Fernando González Nicolás Massú   | GER    | Nicolas Kiefer Rainer Schüttler             | CRO   | Mario Ančić Ivan Ljubičić             |
| 2008   | SUI  | Roger Federer Stanislas Wawrinka  | SWE    | Simon Aspelin Thomas Johansson              | USA   | Bob Bryan Mike Bryan                  |
| 2012   | USA  | Bob Bryan Mike Bryan              | FRA    | Michaël Llodra Jo-Wilfried Tsonga           | FRA   | Julien Benneteau Richard Gasquet      |
| 2016   | ESP  | Marc López Rafael Nadal           | ROU    | Florin Mergea Horia Tecău                   | USA   | Steve Johnson Jack Sock               |
| 2020   | CRO  | Nikola Mektić Mate Pavić          | CRO    | Marin Čilić Ivan Dodig                      | NZL   | Marcus Daniell Michael Venus          |
| 2024   | AUS  | Matthew Ebden John Peers          | USA    | Austin Krajicek Rajeev Ram                  | USA   | Taylor Fritz Tommy Paul               |

| Land | Goud | Zilver | Brons |
| ---- | ---- | ------ | ----- |
| USA  | 4    | 2      | 5     |
| GBR  | 3    | 2      | 1     |
| AUS  | 2    | 1      | 0     |
| CRO  | 1    | 1      | 2     |
| ESP  | 1    | 1      | 1     |
| GER  | 1    | 1      | 1     |
| ZZX  | 1    | 1      | 1     |
| RSA  | 1    | 1      | 0     |
| CAN  | 1    | 0      | 0     |
| CHI  | 1    | 0      | 0     |
| SUI  | 1    | 0      | 0     |
| FRA  | 0    | 2      | 5     |
| SWE  | 0    | 1      | 1     |
| AUT  | 0    | 1      | 0     |
| GRE  | 0    | 1      | 0     |
| JPN  | 0    | 1      | 0     |
| ROU  | 0    | 1      | 0     |
| ARG  | 0    | 0      | 1     |
| NZL  | 0    | 0      | 1     |
| TCH  | 0    | 0      | 1     |

Meervoudige medaillewinnaars
| Succesvolste                                                                                       | Andere meervoudige |
| -------------------------------------------------------------------------------------------------- | ------------------ |
| 2-0-0 Reginald Doherty 1-1-0 Todd Woodbridge 1-1-0 Mark Woodforde 1-0-1 Bob Bryan 1-0-1 Mike Bryan | 0-1-1 Max Décugis  |

## Vrouwen

### Enkelspel
| Editie | Goud | Goud                   | Zilver | Zilver                  | Brons   | Brons                                      |
| ------ | ---- | ---------------------- | ------ | ----------------------- | ------- | ------------------------------------------ |
| 1900   | GBR  | Charlotte Cooper       | FRA    | Yvonne Prévost          | USA BOH | Marion Jones Hedwiga Rosenbaumová          |
|        |      |                        |        |                         |         |                                            |
| 1908   | GBR  | Dorothea Chambers      | GBR    | Penelope Boothby        | GBR     | Joan Winch                                 |
| 1912   | FRA  | Marguerite Broquedis   | GER    | Dora Köring             | NOR     | Molla Bjurstedt                            |
| 1920   | FRA  | Suzanne Lenglen        | GBR    | Dorothy Holman          | GBR     | Kitty McKane                               |
| 1924   | USA  | Helen Wills            | FRA    | Julie Vlasto            | GBR     | Kitty McKane                               |
|        |      |                        |        |                         |         |                                            |
| 1988   | FRG  | Steffi Graf            | ARG    | Gabriela Sabatini       | USA BUL | Zina Garrison Manuela Maleeva              |
| 1992   | USA  | Jennifer Capriati      | GER    | Steffi Graf             | USA ESP | Mary Joe Fernandez Arantxa Sánchez Vicario |
| 1996   | USA  | Lindsay Davenport      | ESP    | Arantxa Sánchez Vicario | CZE     | Jana Novotná                               |
| 2000   | USA  | Venus Williams         | RUS    | Jelena Dementjeva       | USA     | Monica Seles                               |
| 2004   | BEL  | Justine Henin-Hardenne | FRA    | Amélie Mauresmo         | AUS     | Alicia Molik                               |
| 2008   | RUS  | Jelena Dementjeva      | RUS    | Dinara Safina           | RUS     | Vera Zvonarjova                            |
| 2012   | USA  | Serena Williams        | RUS    | Maria Sjarapova         | BLR     | Viktoryja Azarenka                         |
| 2016   | PUR  | Mónica Puig            | GER    | Angelique Kerber        | CZE     | Petra Kvitová                              |
| 2020   | SUI  | Belinda Bencic         | CZE    | Markéta Vondroušová     | UKR     | Elina Svitolina                            |
| 2024   | CHN  | Zheng Qinwen           | CRO    | Donna Vekić             | POL     | Iga Świątek                                |

| Land | Goud | Zilver | Brons |
| ---- | ---- | ------ | ----- |
| USA  | 5    | 0      | 4     |
| FRA  | 2    | 3      | 0     |
| GBR  | 2    | 2      | 3     |
| RUS  | 1    | 3      | 1     |
| BEL  | 1    | 0      | 0     |
| CHN  | 1    | 0      | 0     |
| FRG  | 1    | 0      | 0     |
| PUR  | 1    | 0      | 0     |
| SUI  | 1    | 0      | 0     |
| GER  | 0    | 3      | 0     |
| CZE  | 0    | 1      | 2     |
| ESP  | 0    | 1      | 1     |
| ARG  | 0    | 1      | 0     |
| AUS  | 0    | 0      | 1     |
| BLR  | 0    | 0      | 1     |
| BOH  | 0    | 0      | 1     |
| BUL  | 0    | 0      | 1     |
| CRO  | 0    | 1      | 0     |
| NOR  | 0    | 0      | 1     |
| POL  | 0    | 0      | 1     |
| UKR  | 0    | 0      | 1     |

Meervoudige medaillewinnaars
| Succesvolste                              | Andere meervoudige                               |
| ----------------------------------------- | ------------------------------------------------ |
| 1-1-0 Jelena Dementjeva 1-1-0 Steffi Graf | 0-1-1 Arantxa Sánchez Vicario 0-0-2 Kitty McKane |

### Dubbelspel
| Editie | Goud | Goud                                  | Zilver | Zilver                                         | Brons | Brons                                     |
| ------ | ---- | ------------------------------------- | ------ | ---------------------------------------------- | ----- | ----------------------------------------- |
| 1920   | GBR  | Kitty McKane Winifred McNair          | GBR    | Geraldine Beamish Dorothy Holman               | FRA   | Élisabeth d'Ayen Suzanne Lenglen          |
| 1924   | USA  | Helen Wills Hazel Wightman            | GBR    | Phyllis Covell Kitty McKane                    | GBR   | Evelyn Colyer Dorothy Shepherd Barron     |
|        |      |                                       |        |                                                |       |                                           |
| 1988   | USA  | Zina Garrison Pam Shriver             | TCH    | Jana Novotná Helena Suková                     | AUS   | Elizabeth Smylie Wendy Turnbull           |
| 1988   | USA  | Zina Garrison Pam Shriver             | TCH    | Jana Novotná Helena Suková                     | FRG   | Steffi Graf Claudia Kohde-Kilsch          |
| 1992   | USA  | Gigi Fernández Mary Joe Fernandez     | ESP    | Conchita Martínez Arantxa Sánchez Vicario      | AUS   | Nicole Bradtke Rachel McQuillan           |
| 1992   | USA  | Gigi Fernández Mary Joe Fernandez     | ESP    | Conchita Martínez Arantxa Sánchez Vicario      | EUN   | Leila Meschi Natallja Zverava             |
| 1996   | USA  | Gigi Fernández Mary Joe Fernandez     | CZE    | Jana Novotná Helena Suková                     | ESP   | Conchita Martínez Arantxa Sánchez Vicario |
| 2000   | USA  | Serena Williams Venus Williams        | NED    | Kristie Boogert Miriam Oremans                 | BEL   | Els Callens Dominique van Roost           |
| 2004   | CHN  | Li Ting Sun Tiantian                  | ESP    | Conchita Martínez Virginia Ruano Pascual       | ARG   | Paola Suárez Patricia Tarabini            |
| 2008   | USA  | Serena Williams Venus Williams        | ESP    | Anabel Medina Garrigues Virginia Ruano Pascual | CHN   | Yan Zi Zheng Jie                          |
| 2012   | USA  | Serena Williams Venus Williams        | CZE    | Andrea Hlaváčková Lucie Hradecká               | RUS   | Maria Kirilenko Nadja Petrova             |
| 2016   | RUS  | Jekaterina Makarova Jelena Vesnina    | SUI    | Timea Bacsinszky Martina Hingis                | CZE   | Lucie Šafářová Barbora Strýcová           |
| 2020   | CZE  | Barbora Krejčíková Kateřina Siniaková | SUI    | Belinda Bencic Viktorija Golubic               | BRA   | Laura Pigossi Luisa Stefani               |
| 2024   | ITA  | Sara Errani Jasmine Paolini           | AIN    | Mirra Andrejeva Diana Sjnajder                 | ESP   | Cristina Bucșa Sara Sorribes Tormo        |

| Land | Goud | Zilver | Brons |
| ---- | ---- | ------ | ----- |
| USA  | 7    | 0      | 0     |
| CZE  | 1    | 2      | 1     |
| GBR  | 1    | 2      | 1     |
| CHN  | 1    | 0      | 1     |
| RUS  | 1    | 0      | 1     |
| ITA  | 1    | 0      | 0     |
| ESP  | 0    | 3      | 2     |
| SUI  | 0    | 1      | 1     |
| AIN  | 0    | 1      | 0     |
| NED  | 0    | 1      | 0     |
| TCH  | 0    | 1      | 0     |
| AUS  | 0    | 0      | 2     |
| ARG  | 0    | 0      | 1     |
| BEL  | 0    | 0      | 1     |
| BRA  | 0    | 0      | 1     |
| EUN  | 0    | 0      | 1     |
| FRA  | 0    | 0      | 1     |
| FRG  | 0    | 0      | 1     |

Meervoudige medaillewinnaars
| Succesvolste                                                                                                | Andere meervoudige                                                                                    |
| --- | --- |
| 3-0-0 Serena Williams 3-0-0 Venus Williams 2-0-0 Gigi Fernández 2-0-0 Mary Joe Fernandez 1-1-0 Kitty McKane | 0-2-1 Conchita Martínez 0-2-0 Jana Novotná 0-2-0 Virginia Ruano Pascual 0-1-1 Arantxa Sánchez Vicario |

## Gemengd dubbelspel
| Editie | Goud | Goud                                             | Zilver | Zilver                         | Brons | Brons                                    |
| ------ | ---- | ------------------------------------------------ | ------ | ------------------------------ | ----- | ---------------------------------------- |
| 1900   | GBR  | Charlotte Cooper Reginald Doherty                | ZZX    | Yvonne Prévost Harold Mahony   | ZZX   | Marion Jones Laurence Doherty            |
| 1900   | GBR  | Charlotte Cooper Reginald Doherty                | ZZX    | Yvonne Prévost Harold Mahony   | ZZX   | Hedwiga Rosenbaumová Archibald Warden    |
|        |      |                                                  |        |                                |       |                                          |
| 1912   | GER  | Dora Köring Heinrich Schomburgk                  | SWE    | Sigrid Fick Gunnar Setterwall  | FRA   | Marguerite Broquedis Albert Canet        |
| 1920   | FRA  | Suzanne Lenglen Max Décugis                      | GBR    | Kitty McKane Max Woosnam       | TCH   | Milada Skrbková Ladislav Žemla           |
| 1924   | USA  | Hazel Hotchkiss Wightman Richard Norris Williams | USA    | Marion Jessup Vincent Richards | NED   | Kea Bouman Henk Timmer                   |
|        |      |                                                  |        |                                |       |                                          |
| 2012   | BLR  | Viktoryja Azarenka Maks Mirni                    | GBR    | Laura Robson Andy Murray       | USA   | Lisa Raymond Mike Bryan                  |
| 2016   | USA  | Bethanie Mattek-Sands Jack Sock                  | USA    | Venus Williams Rajeev Ram      | CZE   | Lucie Hradecká Radek Štěpánek            |
| 2020   | ROC  | Anastasija Pavljoetsjenkova Andrej Roebljov      | ROC    | Jelena Vesnina Aslan Karatsev  | AUS   | Ashleigh Barty John Peers                |
| 2024   | CZE  | Kateřina Siniaková Tomáš Macháč                  | CHN    | Wang Xinyu Zhang Zhizhen       | CAN   | Gabriela Dabrowski Félix Auger-Aliassime |

| Land | Goud | Zilver | Brons |
| ---- | ---- | ------ | ----- |
| USA  | 2    | 2      | 1     |
| GBR  | 1    | 2      | 0     |
| ROC  | 1    | 1      | 0     |
| CZE  | 1    | 0      | 1     |
| FRA  | 1    | 0      | 1     |
| GER  | 1    | 0      | 0     |
| BLR  | 1    | 0      | 0     |
| SWE  | 0    | 1      | 0     |
| ZZX  | 0    | 1      | 2     |
| CHN  | 0    | 1      | 0     |
| AUS  | 0    | 0      | 1     |
| CAN  | 0    | 0      | 1     |
| NED  | 0    | 0      | 1     |
| TCH  | 0    | 0      | 1     |

## Afgevoerde onderdelen

### Indoor gemengd dubbelspel
| Editie | Goud | Goud                       | Zilver | Zilver                          | Brons | Brons                         |
| ------ | ---- | -------------------------- | ------ | ------------------------------- | ----- | ----------------------------- |
| 1912   | GBR  | Edith Hannam Charles Dixon | GBR    | Helen Aitchison Herbert Barrett | SWE   | Sigrid Fick Gunnar Setterwall |

| Land | Goud | Zilver | Brons |
| ---- | ---- | ------ | ----- |
| GBR  | 1    | 1      | 0     |
| SWE  | 0    | 0      | 1     |

### Indoor mannen enkelspel
| Editie | Goud | Goud         | Zilver | Zilver         | Brons | Brons           |
| ------ | ---- | ------------ | ------ | -------------- | ----- | --------------- |
| 1908   | GBR  | Arthur Gore  | GBR    | George Caridia | GBR   | Josiah Ritchie  |
| 1912   | FRA  | André Gobert | GBR    | Charles Dixon  | ANZ   | Anthony Wilding |

| Land | Goud | Zilver | Brons |
| ---- | ---- | ------ | ----- |
| GBR  | 1    | 2      | 1     |
| FRA  | 1    | 0      | 0     |
| ANZ  | 0    | 0      | 1     |

### Indoor mannen dubbelspel
| Editie | Goud | Goud                        | Zilver | Zilver                       | Brons | Brons                             |
| ------ | ---- | --------------------------- | ------ | ---------------------------- | ----- | --------------------------------- |
| 1908   | GBR  | Herbert Barrett Arthur Gore | GBR    | George Caridia George Simond | SWE   | Wollmar Boström Gunnar Setterwall |
| 1912   | FRA  | Maurice Germot André Gobert | SWE    | Carl Kempe Gunnar Setterwall | GBR   | Alfred Beamish Charles Dixon      |

| Land | Goud | Zilver | Brons |
| ---- | ---- | ------ | ----- |
| GBR  | 1    | 1      | 1     |
| FRA  | 1    | 0      | 0     |
| SWE  | 0    | 1      | 1     |

Meervoudige medaillewinnaars
| Meervoudige             |
| ----------------------- |
| 0-1-1 Gunnar Setterwall |

### Indoor vrouwen enkelspel
| Editie | Goud | Goud                      | Zilver | Zilver              | Brons | Brons               |
| ------ | ---- | ------------------------- | ------ | ------------------- | ----- | ------------------- |
| 1908   | GBR  | Gwendoline Eastlake Smith | GBR    | Alice Greene        | SWE   | Märtha Adlerstråhle |
| 1912   | GBR  | Edith Hannam              | DEN    | Sofie Castenschiold | GBR   | Mabel Parton        |

| Land | Goud | Zilver | Brons |
| ---- | ---- | ------ | ----- |
| GBR  | 2    | 1      | 1     |
| DEN  | 0    | 1      | 0     |
| SWE  | 0    | 0      | 1     |

Athene 1896 · 
Parijs 1900 · 
St. Louis 1904 · 
Athene 1906 ·
Londen 1908 · 
Stockholm 1912 · 
Antwerpen 1920 · 
Parijs 1924 · 
Mexico-stad 1968 (demonstratie) · 
Los Angeles 1984 (demonstratie) · 
Seoel 1988 · 
Barcelona 1992 · 
Atlanta 1996 · 
Sydney 2000 · 
Athene 2004 · 
Peking 2008 · 
Londen 2012 · 
Rio de Janeiro 2016  · 
Tokio 2020  · 
Parijs 2024  · 
Los Angeles 2028 
Medaillewinnaars